# Zdzisław Sikorski (chemik)
Zdzisław Edmund Sikorski (ur. 29 października 1930 w Wilnie) – polski profesor nauk chemicznych w zakresie technologii żywności, nauczyciel akademicki, doktor honoris causa Akademii Rolniczej w Szczecinie.

## Życiorys
Zdzisław Edmund Sikorski jest absolwentem Liceum im. Mikołaja Kopernika w Toruniu. Studiował na Wydziale Chemicznym Politechniki Gdańskiej, gdzie został magistrem inżynierem chemii (1956), doktorem nauk technicznych (1961), doktorem habilitowanym nauk technicznych (1965), profesorem nadzwyczajnym nauk chemicznych (1973), profesorem zwyczajnym nauk technicznych (1980). W latach 1965–1968 był kierownikiem Katedry Technologii Ryb, a w latach 1969–2001 pełnił funkcję kierownika Zakładu Technologii Utrwalania Żywności i Mikrobiologii Technicznej, przekształconego w Katedrę Chemii, Technologii i Biotechnologii Żywności. Był prodziekanem (1966–1969) i dziekanem (1973–1975, 1978–1981) Wydziału Chemicznego.
Od 1996 jest członkiem (przewodniczący 1996–2003) Komitetu Technologii i Chemii Żywności PAN (obecnie Komitet Nauk o Żywności, członkiem założycielem Polskiego Towarzystwa Technologów Żywności, wiceprezesem Zarządu Głównego (1991–1994), prezesem Zarządu Gdańskiego Oddziału (1994–1997), od 2003 członkiem honorowym. Jest także członkiem Polskiego Towarzystwa Chemicznego. Uczestniczył w radach naukowych kilku instytutów, w tym Instytutu Przemysłu Mięsnego oraz Morskiego Instytutu Rybackiego (1971–2003), gdzie przez trzy kadencje był przewodniczącym. W latach 1977–1988 był członkiem Rady Głównej Nauki i Szkolnictwa Wyższego, m.in. członkiem Prezydium. Uczestniczy w pracach krajowych i zagranicznych rad programowych czasopism związanych z nauką o żywności.
Pracował m.in. na Uniwersytecie Stanowym w Ohio jako visiting assistant profesor (1964–1965), w Organizacji Naukowych i Przemysłowych Badań Wspólnoty w Hobart (Australia) jako senior research fellow (1975–1976), w Department of Scientific and Industrial Research w Auckland (Nowa Zelandia) oraz w National Taiwan Ocean University w Keelung jako visiting research professor (1990–1991).
Profesor Zdzisław Sikorski opracował ze swoim zespołem m.in. technologię i aparaturę do elektrostatycznego wędzenia żywności, elementy technologii przetwarzania kryla, wyjaśnił niektóre przyczyny zamrażalniczej denaturacji białek oraz zbadał możliwości otrzymywania z surowców pochodzenia morskiego preparatów enzymatycznych i hydrolizatów białkowych. Kilkanaście osób uzyskało pod jego promotorstwem doktorat, w tym liczni obecni profesorowie. Jest on autorem wielu podręczników akademickich z zakresu chemii i technologii żywności oraz inicjatorem, współautorem i redaktorem wydawanej przez amerykańskie wydawnictwo CRC serii „Chemical and Functional Properties of Food Components”, w której do 2013 roku ukazało się 14 tytułów, niektóre w kilku wydaniach.
Profesor Sikorski w 1997 został doktorem honoris causa Akademii Rolniczej w Szczecinie, laudację wygłosił promotor profesor Edward Kołakowski. W 2003 wybrany do International Academy of Food Science and Technology.
W roku 1948 otrzymał srebrną odznakę za wyścig pracy w 21 Brygadzie „Służba Polsce” we Wrocławiu, później został odznaczony Krzyżem Kawalerskim (1975), Oficerskim (1990) i Komandorskim Orderu Odrodzenia Polski (1999) oraz Medalem Komisji Edukacji Narodowej (1997). Morski Instytut Rybacki w 2001 wyróżnił go medalem im. Profesora Kazimierza Demela. W 2015 wyróżniony tytułem Honorowego Profesora Emeritus Politechniki Gdańskiej.
Zdzisław Sikorski z żoną Krystyną ze Stołyhwów mają trzy córki: Ewę Kowalską (zm. 2025), Annę Siondalską i Grażynę Sikorską-Wiśniewską.

## Wybrane publikacje
Autor i współautor ok. 200 publikacji oraz 18 książek i monografii naukowych i 15 rozdziałów w książkach innych redaktorów.
Najważniejsze książki:
- Chromatografia gazowa. WNT 1962
- Chromatografia gazowa w analizie żywności. WPLiS 1964
- Chemia żywności (red. i wsp.). PWN 1988
- Chemia żywności (red. i wsp.). WNT, 6 wydań (1994-2013)
- Technologia żywności pochodzenia morskiego. WNT 1971 i 1980, wyd. rosyjskie 1974
- Seafood: Resources, Nutritional Composition and Preservation (red. i wsp.) CRC 1990, wyd. hiszpańskie 1994
- Chemical and Fuctional Properties of Food Components (red.i wsp.). Technomic 1993, CRC 2001 i 2007
- Chemical & Functional Properties of Food Proteins (red. i wsp.) CRC 2001
- Toxins in Food (współred. i wsp.) CRC 2004
- Chemical, Biological, and Functional Aspects of Food Lipids (współred. i wsp.), CRC 2011